# 구간차
구간차(區間車, 영어: Local Train, 약칭 Local)는 타이완 철로 관리국이 2006년 11월에 일정을 변경하면서 생겨난 열차 유형이며, 현재 타이완 철도의 운행 편수가 가장 많은 차종이다. 각 역에 정차하는 '구간차(區間車)'와 소수의 역에 정차하지 않는 '구간쾌차(區間快車)'가 포함되어 있으며, 열차 요금은 푸싱호 기준 1km당 1.46 신 대만 달러이다.

## 역사
타이완 고속철도의 개통으로 장거리 운송에 대한 타이완 철도의 위치 조정이 필요함에 따라, 타이완 철도는 장거리 열차 편수를 줄이고 지역 열차를 더 많이 늘려 중·단거리 시장의 경쟁력을 높이기로 했다. 티켓상의 혼동을 간소화 하기 위해서, 터이완 철도는 2006년 11월 1일부터, 원래 시각표상의 전차, 냉방 디젤차 및 핑둥선 역의 푸싱호 열차를 모두 "구간차"로 통칭하기 시작했다.
대철은 구간차 설립을 전후하여 첩운화 구간 전용 EMU700형 전동차를 타이완 차량으로부터 대량 구매하여 2007년 8월 29일부터 운행을 시작하였다. 2014년부터는 EMU800형도 기존 통근 차량의 막대한 수송량을 해소하기 위해 주행에 들어갔다. 2016년, 타이완 철로 전체의 차량 구입 및 대차 계획(민국 104-113년)의 추진에 맞추어, 520대의 통근 전동창의 구매 작업을 시작하여, 각 편성당 10량을 취하여 총 52대 편성 열차를 구매했다. 2018년 6월초 520량의 통근형 전동차 구매건은 2차 입찰 때 유일한 입찰업체인 현대로템이 낙찰받아 본계약 후 2년 이내에 차량 인도를 시작한다, 2024년에는 52대의 통근형 전동차 전량을 인도할 예정이다. 코로나19 범유행의 여파로 2020년 10월 24일 첫 차량 2량 20대를 인도했다.
타이완 철로는 최근 몇 년 동안 구간차의 차량 수를 늘렸지만 이란선, 북회선, 타이둥선, 남회선(2020년 12월 23일 개통 예정) 등 환도 간선이 계속 전철화되고, 류자선, 사룬선이 개통되고, 핑둥선의 서비스 최적화, 철도 첩운화 정책 및 외부 운송 환경이 크게 변하고, 통근 전철 수요는 계속 증가하여, EMU800형 전 차량이 모두 가동될 때까지 노후차량을 대체하기에는 턱없이 부족한 상황이었다.
- 기존 통근전차를 구간차에 편입한 뒤 서부 간선 및 동부 간선 전철화 구간을 운행한다.
- 기존 냉방 디젤차량은 구간차에 편입한 뒤 간선 및 지선 철도를 통해 직통운행한다.
- 기존의 핑둥선 푸싱호(가오슝~팡랴오간)는 명칭이 변경되어 구간차에 편입되었다. 이후 2015년 10월 15일부터 차오저우~팡랴오 구간으로 조정되고, 일부 편수는 DR2900/DR3000형 디젤 연결 열차(3량 1편성)으로 변경됐다. 2019년 12월 20일 전 구간 걸쳐 EMU500과 EMU600으로 변경하여 운행하고(일부 편수는 구간쾌차로 변경), 신쭤잉~팡랴오간으로 구간을 조정하였다.
- 기존 타이둥선과 북회선 일부 구간이던 일반 급행열차(SPK/TPK)는 2010년 12월 22일 푸싱호 객차로 운행했다. 2017년 9월 6일 시간 변경 후 전 구간차가 EMU500으로 운행했다. 류자선과 사룬선이 개통된 후 14량 1편성의 EMU500형 또는 EMU600형으로 운행했다.
- 2011년 9월 28일부터 타이둥-팡랴오간 352번 및 353차 일반 급행열차 운행이 중단되었으며, 3501차 가오슝-팡랴오간 구간차가 타이둥까지 연장되었고, 3514차 팡랴오-가오슝간도 타이둥-가오슝으로 연장되면서, 푸싱호 객차로 운행되다가, 2015년 10월 15일부터 차오저우-타이둥간으로 조정되었다. 2015년 10월 15일부터 팡랴오-타이둥 구간으로 조정되었다(차오저우-팡랴오간은 회송으로 운행된다.).
- 2014년 7월 연간 주요 변경으로 DR2700, SPK/TPK 편성의 일반차에서 담당하던 타이둥선 급행열차 편수가 EMU500형으로 변경되어 구간차로 운행하도록 변경했다.
- 2015년 10월 15일부터 2019년 12월 19일까지 차오저우-팡랴오간 일부 구간을 DR2900, 3000편성으로 운행하였다.
- 현재 사용하고 있는 차종은 EMU500, EMU600, EMU700, EMU800, DR1000(핑시, 선아오, 네이완, 지지 등 지선 비전철화 구간 운행), 푸싱호 객차(3501, 3514회)이다.
- 2018년 10월 변경후 중부 신이=펑위안/허우리/퉁뤄 구간차는 아침 및 야간에만 운행된다. 지룽/신주=더우류/더우난은 지룽/루이팡/베이후/신주=자이로 조정되며, 21XX 및 22XX 열차 번호가 사용된다. 타이완 철로에 맞춰 일요일 일정을 시행하기 때문에, 일요일의 일부 열차 번호는 23XX 및 24XX이다. 남부 핑둥/가오슝=자이/장화 구간차는 아침 및 야간에만 남겨졌으며, 차오저우=자이/허우리로 조정되며 31XX 및 32XX 열차를 계속 사용한다. 산선에 창화=타이중 단거리 구간차를 새로 추가했다. 이란선은 조간 구간차 운행 횟수를 조정했다.
- 2019년 12월 20일 개점 이후, 타이완 철로국은 일요 일정표 실행을 취소하였다.
- 현재 주행거리가 가장 긴 구간차는 3157회 신주-차오저우 구간이다.

## 사진첩

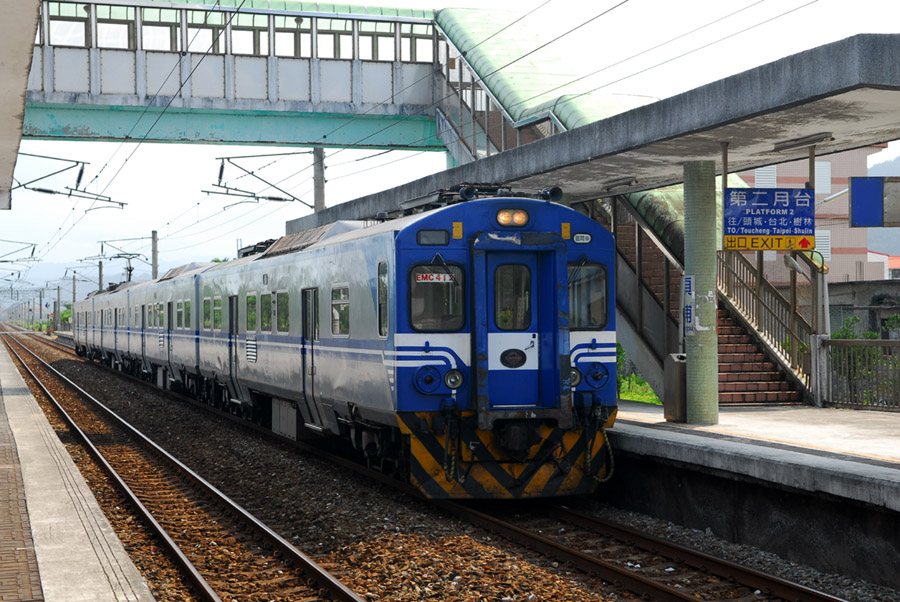
2015년까지 사용된 EMU400형
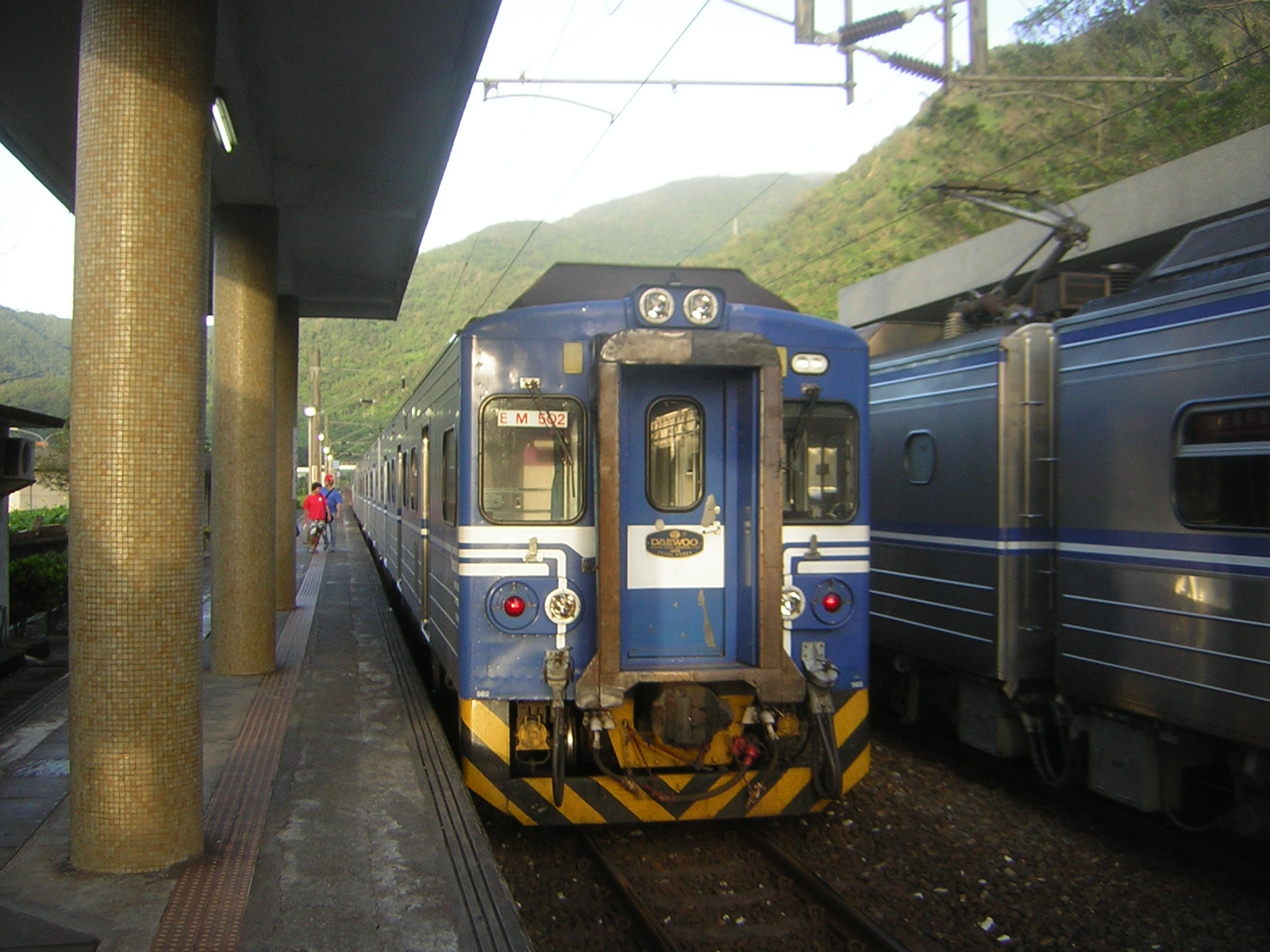
EMU500형
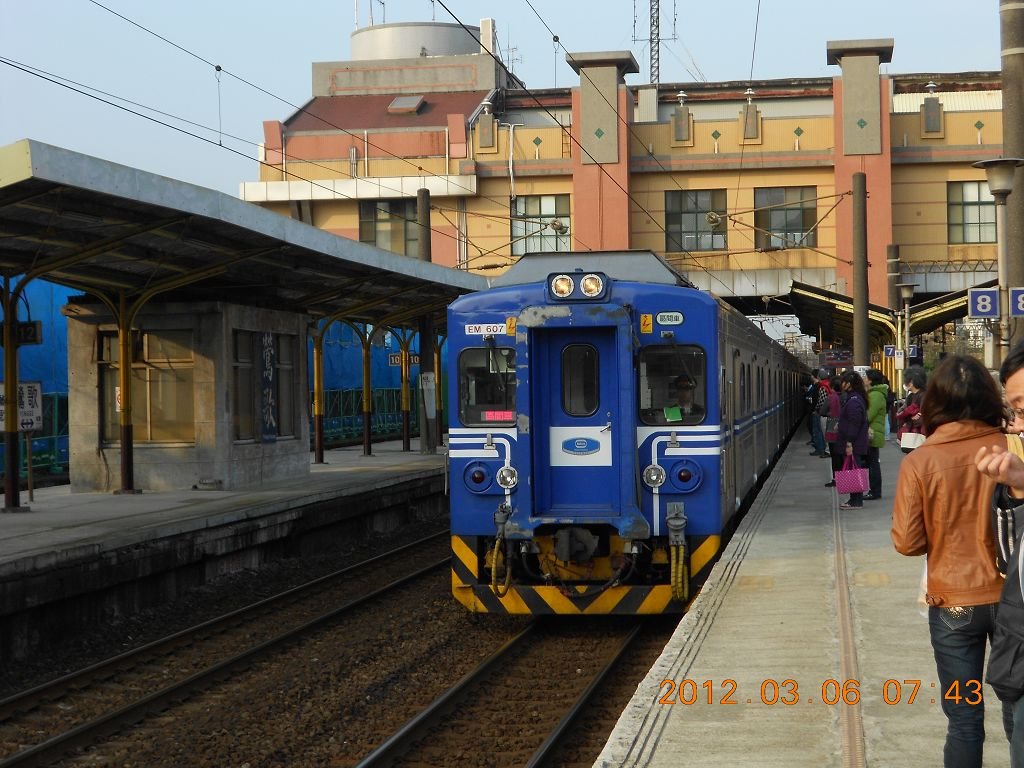
EMU600형
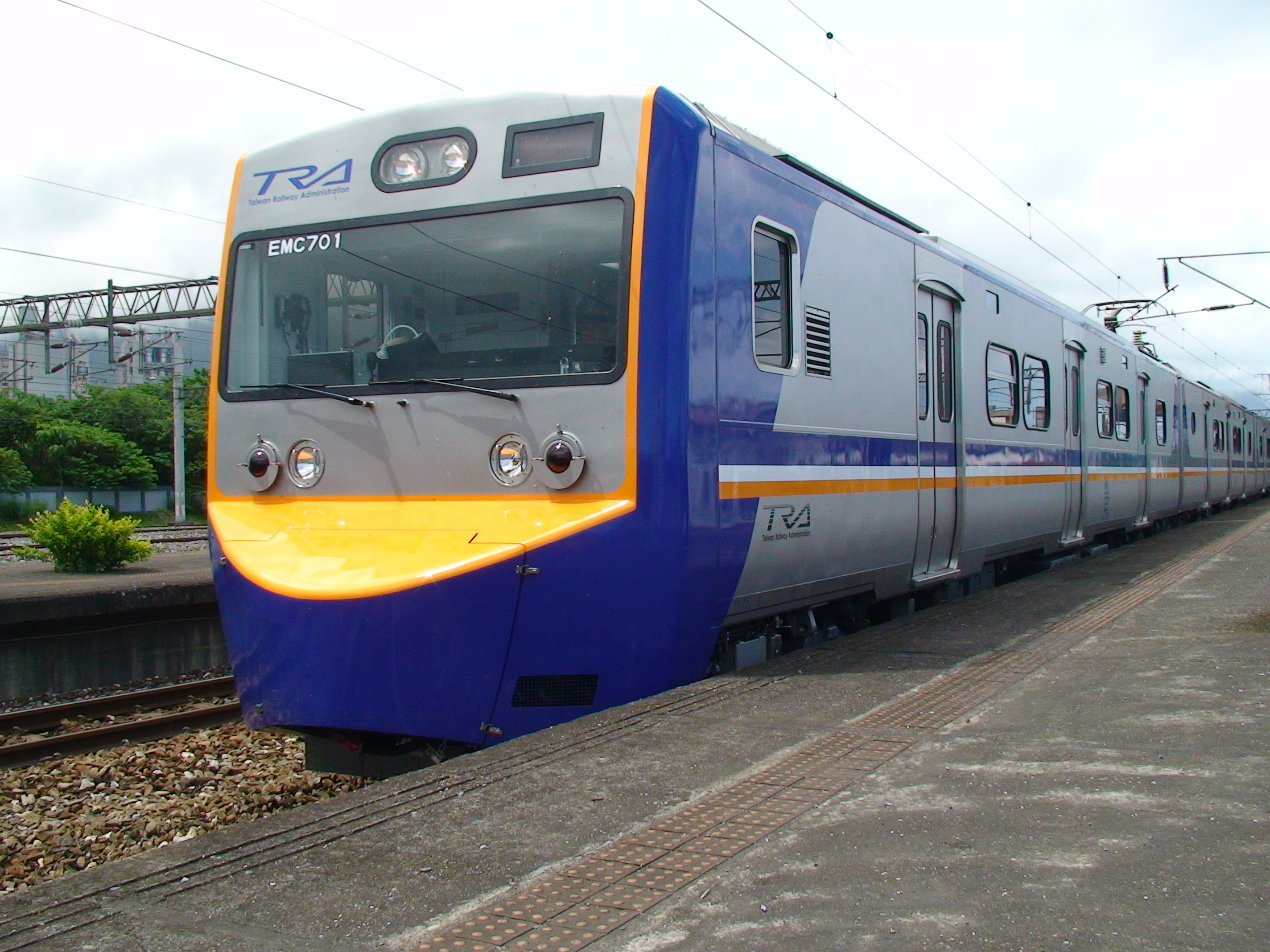
EMU700형
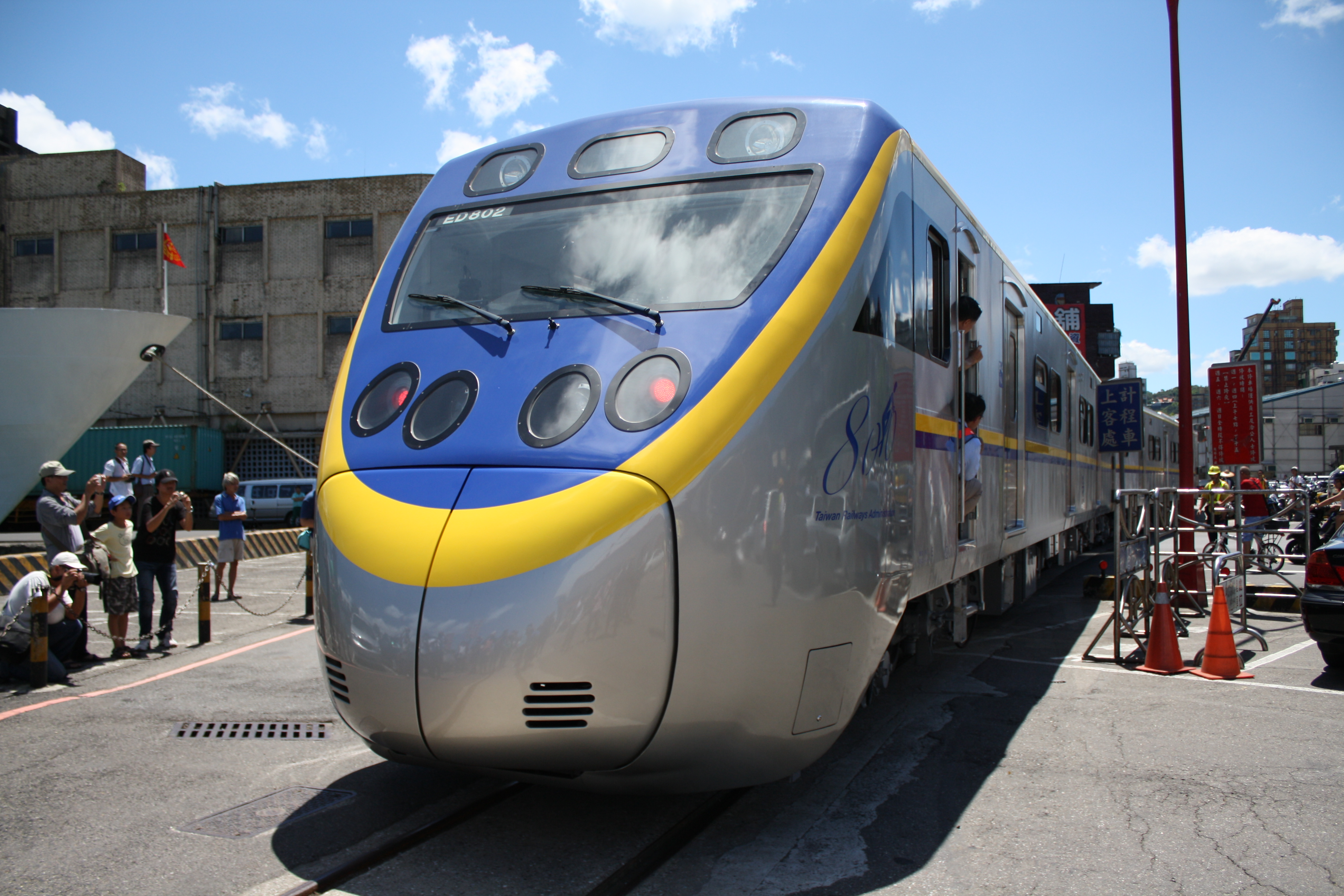
EMU800형
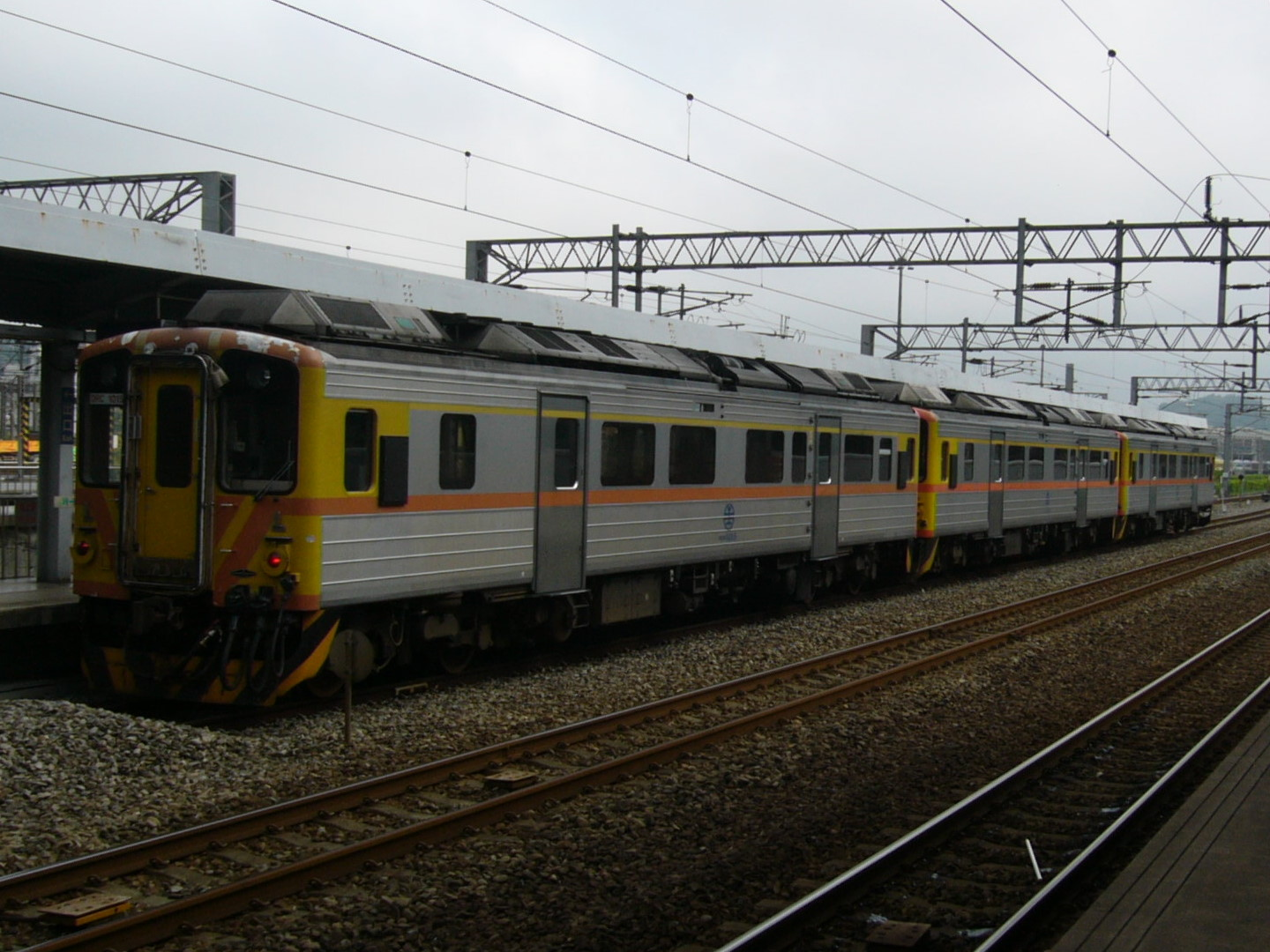
DRC1000형
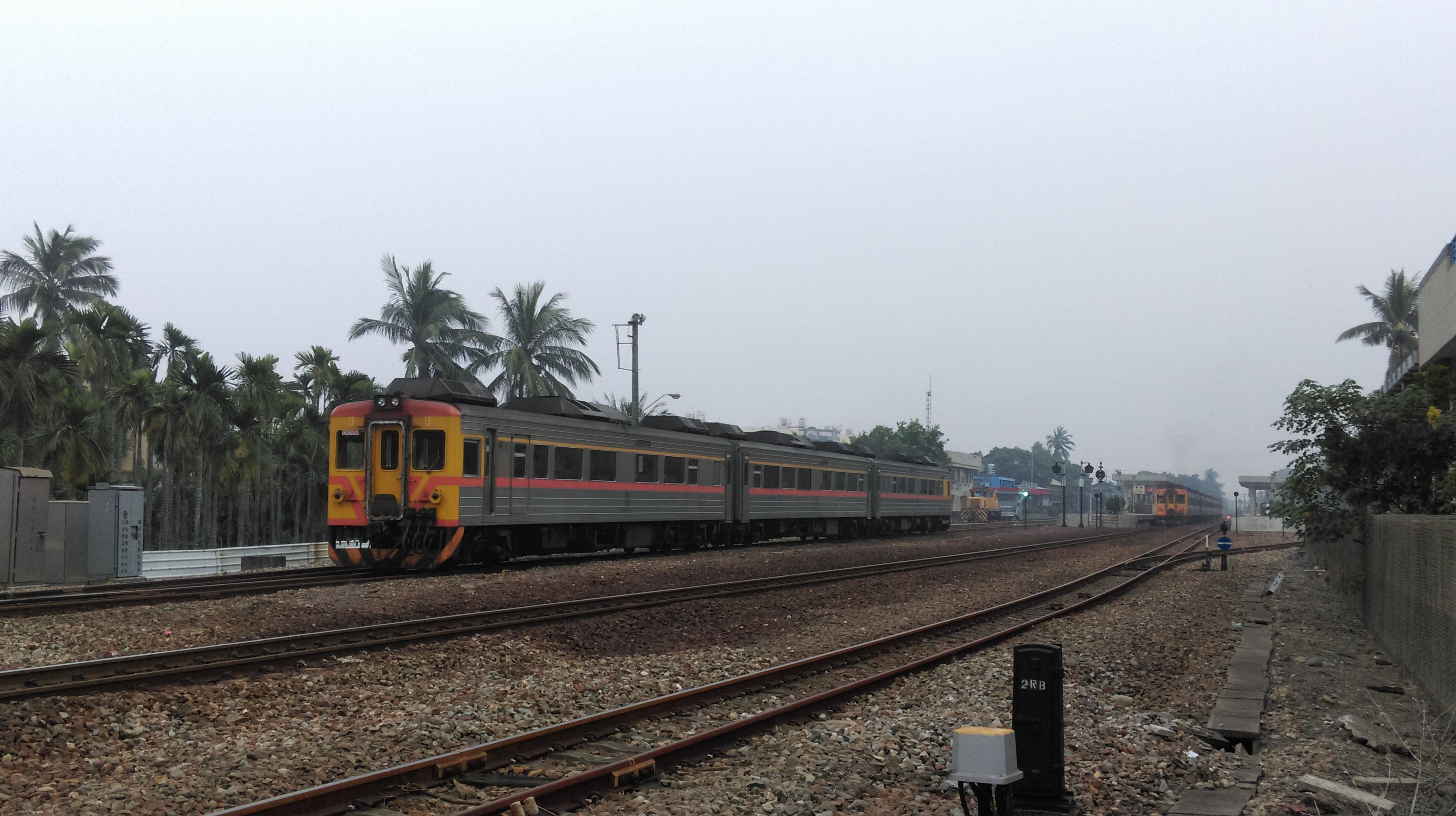
전철화전 사용된 DR2900, DR3000형
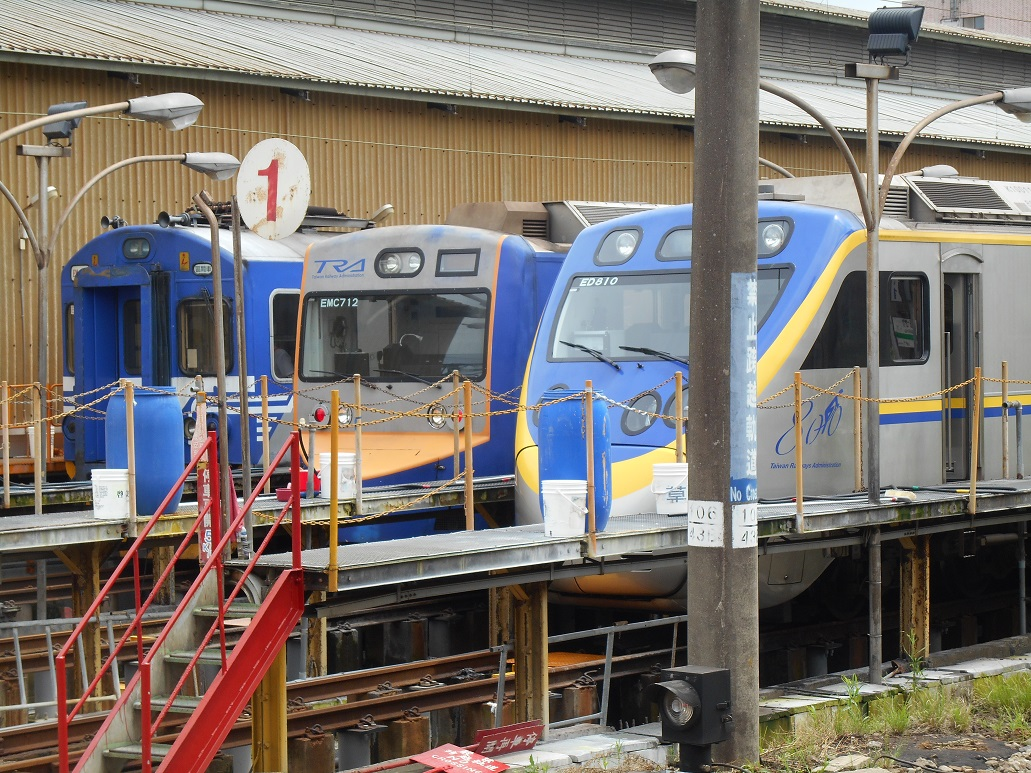
다양한 세대의 통근 전동차 EMU400형(왼쪽), EMU700형(가운데), EMU800형(오른쪽)
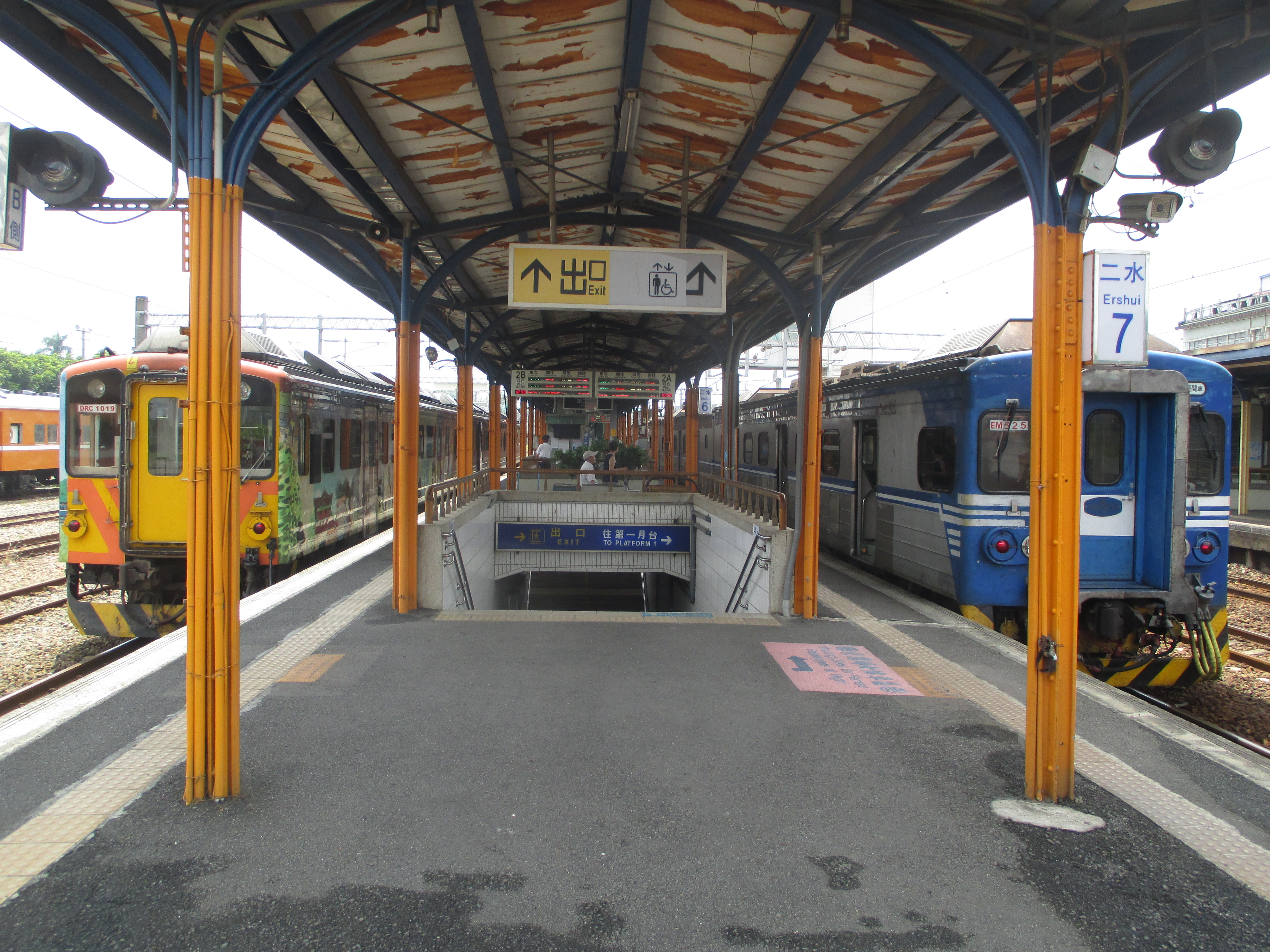
45DR1000형 디젤차량(왼쪽)꽈 EMU500형(오른쪽), 차종은 다르지만 둘다 구간차로 사용되었다.
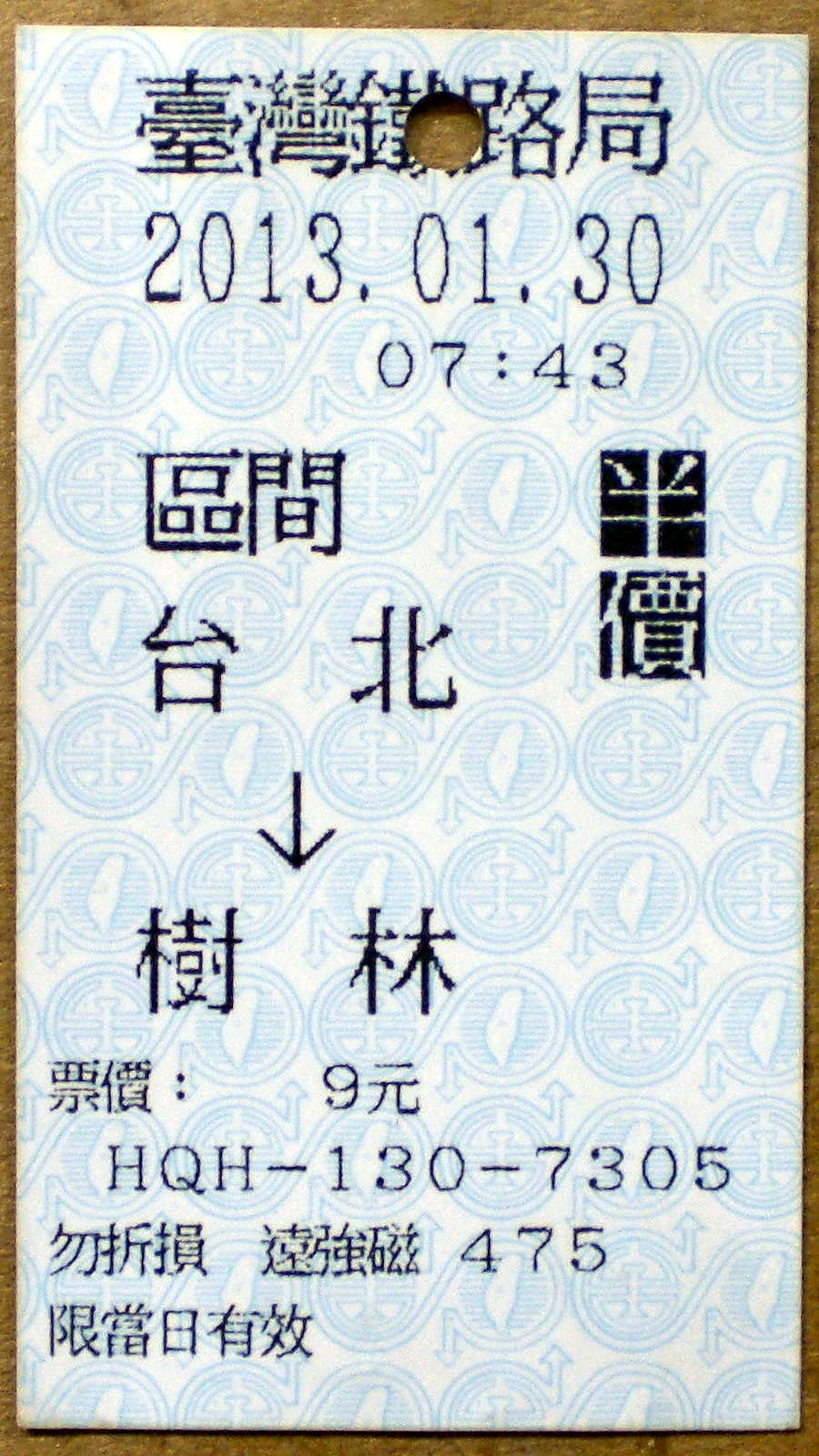
타이완 철로국 매표 컴퓨터에서 발매되는 구간차 반액표.

## 편성 운용

### 타이베이 기무단(EMU500)
- 먀오리=베이후=타오위안=수린=치두/지룽=푸룽=터우청=쑤아오/난아오
  - 1200-1225-4218-4209-1270-=1105-1148-1171-4232=4113
  - 4208-4229-4230-4243=4112-4131-4188-4211[-1276-1276B=4118(-4129-4142)]/4151A-4151-4216-4241=4128-4137

### 신주 기무단(EMU600, EMU700, EMU800)
- 지룽/뤼팡=치두=베이후=신주=먀오리=장화=자이=신잉 (2008년 경해선 제외, 나머지는 모두 경산선)
  - 1122/1126-2163-2254=2143-2204-2273=3143-2164-2233=2154-2223-2284=1132-2173-2234-1283-1283B
  - 2113-2174-2243=2134-2203-2264=2133-2224-1281=2103-2194-2263=2124-2193-2274
  - 2123-2184-2253=2144-2213-2294=2114-1161-1192-1215-2033=2008-2183-2244=1121A-1121-1152-1177-1228-1251-1282=1108-2153-2214-1263-1263B
- 2015-2036-1255(매주 일)
- 2016-2017-2042

- 쑤아오=쑤아오신=이란=푸룽=솽시=뤼팡/지룽=치두=수린=잉거=베이후=후커우=신주=먀오리=싼이
  - 1128A-1128-1151-1182-1207-1258-1258B=1104-1007-4022-4021-4030-4027-4027B
  - 1136-4017-4028-4025-1226-1249=1127A-1127-1178-1201-1232-1257=1138-1165-1197A-1197-1248-1271
  - 1269=1112-1137-1188-1211-1242-1267=4148-4171-4224-4235
  - 4152-4135-4182-4199-4248=4103
- 베이후=먀오리=펑위안=타이중/(경성추선)=사루=다자=퉁샤오/=장화
  - 2237-2270-2632-2559=2603A-2603-2604-2613-2610-2619-2622-2631-2269=2504
- 신주=류자
  - 17X2-17X1-17X6-17X5
  - 17X4-17X3-17X8-17X7

### 장화 기무단(EMU500, DR1000)
- 치두=주난=펑위안=타이중/(경성추선)=다자=퉁샤오/=장화=얼수이=자이, 해선(베이후, 신주, 주난=장화)
  - 2190-2614-2623-2624-2633=2602-2611-2608-2617-2191-2226-2618-2627-2628=2607-2131
  - 2236-2023-2260-2046=2011-2146-2606-2615-2612-2621-2021-2246-2027=2004-2004B-2166-2149
  - 2501-2512-2513-2528-2531-2544-2551
  - 2524-2527-2542-2547-2558
  - 2522-2537-2552-2553-2564
- 장화=톈중=얼수이=수이리=처청
  - 2703-2704-2705-2706-2711A-2711-2712-2715-2716-2716B-2721-2722-2722B-2725-2726-(2731-2732)=2702A-2702
  - 2707-2708-2713A-2713-2714-2717-2718-2718B-2723-2724-2727-2728
- 신주=주중=주둥=네이완
  - 1802-1803-1806-1807-1812-1813-1816-1819-1822-1823-1826-(1827-1832)(토~일)-1835-1838-1841
  - 1826-1831(월~금)
  - 1834-1835(월~금)
  - 1844-1844B=1801-1804-1805-1808-1811-1814-(1815-1818)(토~일)-1821-1824-1825-1828-1833-1836-1839(토~일)-1842-1843
  - 1814-1817(월~금)
  - 1820-1821(월~금)
  - 1836-1837-1848-1847(월~금)
  - 1846-1845(월~금)

### 자이 기무단(EMU500, EMU600, EMU800)
- 신주=퉁뤄=허우리=장화=위안린=얼수이=더우류=민슝=자이=신잉=산화=타이난=신쭤잉=가오슝=핑둥=차오저우
  - 3121-3188-3267=3132-3161-3212-3241-3282=3117-3162-3211-3252
  - 3127-3168-3247-3294-3294B=3111A-3111-3158-3237-3292-3292B=2128-3177-3228-2257
  - 3141A-3141-3192-3231-3278=2138A-2138-3187-3250-3031-3288-3288B
  - 3191-3238-2267-2267B=2122-3167-3218-3297=3116
  - 3201-[3030-3235](토,일,공휴일 미운행)-3272=3137-3178-3257=3148(매주 토 미운행)/3146(매주 토 미운행)-3227-3268=2003-3151-3208-3287=3122
  - 3221-3262=3147-3198-3277=3138-3217-3258=3131-3172
  - 3291-3291B=3118-3197-3242-3271=3152-3181-3232-3261=3142-3171-3222-3251=3128-3207-3248=3157-3202
- 다린=자이=산화=신쭤잉=핑둥=차오저우=팡랴오
  - (북쪽)3029A-3029-3088-3037 (단일편성)3303-3310-3311-3320-3071-3334-3087=3052-3051-3062-3057-3072-3067-3078-3229-3266-3281 (북쪽)3301-3054-3145-3182
  - (남쪽)3029A-3029-3088-3037 (단일편성)3140-3053-3064-3061-3074-3073-3082-3081-3348=3305-3058-3063-3328-3331-3084-3033 (남쪽)3301-3054-3145-3182
- 자이=산화=융캉=타이난=사룬
  - 3705-3706-3711-3714-3717-3722-3725-3728-3733-3736-3741-3744-3747-3752-3755-3758-3765-3768-3777-3784= 3703-3704-3713-3716-3723-3726-3735-3738-3745-3748-3757-3762-3771-3774-3781-3782
  - 3709-3712-3721-3724-3731-3734-3743-3746-3753-3756-3761-3764-3767-3772-3775-3778-3783-3786=3701-3702-3707-3708-3715-3718-3718B-3727A- 3727-3732-3737-3742-3751-3754-3754B-3763A-3763-3766-3773-3776

### 가오슝 기무단(푸싱호 편성)
- 펑랴오=타이둥
  - 3501A-3501=3514-3514B
  - 3513A-3513=［3522-3522B(토,일,공휴일 운행)］/［3526-3526B(토,일,공휴일 미운행)］

### 화롄 기무단 (EMU500)
- 수린=푸룽=터우청=이란=화롄
  - 4117-4124-4161-4032-4033-4042
  - 4177-4252-4252B=4114
- 이란=허핑=화롄=위리=관산=타이둥
  - 4514-4518-4537-4556=4504A-4504-4517-4528-4543-4558=4513-4122-4187-4184-4227-4228

## 참고 문헌
- 쑤자오수(蘇昭旭). 《타이완 철로 열차 백과(臺灣鐵路火車百科)》. ISBN 9789865903404.
- 타이완 철로 시간표(臺灣鐵路時刻表)

## 같이 보기
- 타이완 철로 관리국
- 타이완 철로 관리국의 통근형 전동차